# Syrian Air
Syrian Airlines (in arabo: مؤسسة الطيران السورية), che opera come Syrian Air (in arabo: السورية), è la compagnia aerea di bandiera della Siria. Opera servizi internazionali di linea verso diverse destinazioni in Asia, Europa e Nordafrica, sebbene il numero di voli operati sia notevolmente diminuito dal 2011 a causa della primavera araba e della successiva guerra civile siriana. SyrianAir serviva in precedenza oltre 50 destinazioni in tutto il mondo. La sua base principale è l'aeroporto Internazionale di Damasco, mentre in precedenza era l'aeroporto Internazionale di Aleppo. La compagnia ha la sua sede centrale al quinto piano del Palazzo della Previdenza Sociale a Damasco.

## Storia

### I primi anni: Syrian Airways 1946-1958
Syrian Airlines venne fondata nel 1946, con due aerei a elica, e iniziò a volare tra Damasco, Aleppo, Deir ez-Zour e Qamishli. Le operazioni iniziarono nel 1947. Le difficoltà finanziarie causarono la sospensione dei servizi nel 1948, ma dopo aver ricevuto il sostegno del governo le operazioni furono riprese nel 1951. La compagnia aerea si espanse negli anni successivi per includere Beirut, Baghdad e Gerusalemme, poi Il Cairo e Kuwait poi oltre ai voli durante l'hajj. La compagnia aerea iniziò le sue operazioni nel giugno 1947 utilizzando due Beech D-18 e tre Douglas DC-3 (C-47 Dakota). I Dakota erano stati acquisiti dalla Pan American World Airways (PAA), che forniva assistenza tecnica alla Syrian Airways durante i primi anni di attività. La rete domestica della compagnia aerea collegava Damasco, Aleppo, Latakia, Kamishly e Palmyra. Syrian Airways gestiva anche una rete regionale, con voli per Beirut, Baghdad, Gerusalemme, Amman; seguiti da Il Cairo, Kuwait, Doha e Gedda. Nel maggio 1948, la guerra in Palestina e le difficoltà finanziarie portarono al ritiro dall'area della PAA e alla sospensione del servizio fino alla metà del 1952. Il 21 dicembre 1953, uno degli aerei Douglas della compagnia aerea si schiantò vicino a Damasco uccidendo tutti e nove a bordo. Il permesso di esercizio della compagnia aerea venne annullato in seguito all'incidente. La compagnia aerea fu autorizzata a volare di nuovo nel 1954. I D-18 erano stati restituiti all'aeronautica militare siriana nel 1949, mentre altri quattro Dakota furono acquistati tra il 1952 e il 1956.
Nel 1952 la compagnia ricevette tre Douglas DC-3 e quattro Douglas DC-4 nel 1954, e nel 1957 ricevette quattro Douglas DC-6 a nome della United Arab Airline.
Uno dei Dakota più vecchi (YK-AAE) si schiantò durante la sua salita dall'aeroporto Nejrab di Aleppo il 24 febbraio 1956, durante una forte tempesta. Le 19 persone a bordo morirono nel peggior incidente della compagnia aerea fino ad oggi. Di conseguenza, a metà degli anni '50 furono aggiunti alla flotta aerei più nuovi e più potenti: due Douglas DC-4/C-54 Skymaster, seguiti da un Douglas DC-4-1009 acquisito da Swissair nel dicembre 1958, a completamento di una flotta attiva di quattro Douglas C47 Dakota. La rete venne estesa a Dhahran nel Golfo Persico mentre le frequenze venivano rafforzate altrove.

### Fusione con Misrair: United Arab Airlines 1958-1960
Nel febbraio 1958, la Siria e l'Egitto decisero di unirsi sotto la guida del presidente Gamal Abdel Nasser, e i due paesi divennero province della Repubblica Araba Unita (UAR). La fusione tra Syrian Airways e Misrair, le compagnie aeree statali di Siria ed Egitto, arrivò come conseguenza di questa unione politica. Le compagnie aeree si fusero il 25 dicembre 1958 per formare la United Arab Airlines (UAA). Al momento della fusione, Syrian Airways era ancora solo una piccola compagnia aerea regionale, mentre la sua controparte egiziana, Misrair, era la più grande e antica compagnia aerea del mondo arabo, operando una vasta rete al di fuori del Cairo, la metropoli della regione.
Durante l'intermezzo UAA, in Siria venivano operate solo rotte regionali e nazionali, i voli più lontani erano verso Il Cairo. Due aerei ereditati dalla Syrian Airways furono persi tra il 1959 e il 1961: il Douglas DC-4-1009 fu abbandonato nel fiume Congo mentre trasportava merci da Accra a Leopoldville il 1º settembre 1960, e un Dakota si schiantò durante l'avvicinamento a Kamishly su un volo interno da Aleppo il 6 maggio 1961. Fortunatamente, non ci furono vittime in nessuno dei due incidenti. L'unione tra Egitto e Siria si concluse il 26 settembre 1961, tra le tensioni tra i vertici delle due province. La Siria divenne la Repubblica Araba Siriana, mentre l'Egitto scelse di continuare a portare il titolo di UAR ancora per qualche anno. Parallelamente a quel divorzio, la Siria si ritirò dalla UAA. Tutti gli aerei di linea precedentemente di proprietà della Syrian Airways, due Douglas DC-6B e un cargo Douglas DC-6B, vennero ceduti dalla UAA alle autorità siriane.

### Rinascita della compagnia di bandiera: Syrian Arab Airlines 1961-1969
La Syrian Arab Airlines (S.A.A.L.) venne fondata nell'ottobre del 1961 per rilevare le operazioni della UAA in Siria e diventare la nuova compagnia aerea nazionale. La flotta inizialmente era composta da tre Douglas C-47 Dakota, due Douglas C-54 Sky master, due Douglas DC-6B e un Douglas DC-6B cargo (successivamente venduto a LAC-Colombia). I voli nazionali e regionali furono prontamente ripresi e la flotta era dipinta con una livrea verde che ricordava quella dei colori della Syrian Airways.
S.A.A.L. acquisì un terzo DC-6B da SAS nel novembre 1962. I voli verso destinazioni europee (Roma e Monaco) vennero avviati nel 1963, seguiti da voli per Londra e Parigi (Le Bourget), Karachi e Delhi nel 1964. Successivamente fu introdotta una nuova livrea, con strisce alternate blu scuro e rosse per la cheatline.
Syrian Arab Airlines divenne un membro fondatore della Arab Air Carriers Organization (AACO) ed entrò nell'era dei jet nel 1965, con l'acquisto di due Sud Aviation 210 Super-Caravelle 10B3. Questi jet permisero alla compagnia di espandere e rafforzare la sua rete con l'aggiunta di voli per Lussemburgo, Praga, Atene, Istanbul, Teheran e Bahrein. Per l'occasione venne introdotta una livrea leggermente modificata, rimuovendo le strisce parallele dall'impennaggio e rimuovendo le strisce rosse dalla cheatline. Nel 1966 fu firmata una partnership in pool con Middle East Airlines fu lanciata una rotta due volte al giorno tra Beirut e Damasco.
Nel 1967 S.A.A.L. entrò a far parte della IATA con la quale ottenne il numero di serie 70. I Dakota e gli Skymaster furono progressivamente ritirati dalla flotta, mentre i DC-6B venivano utilizzati per i voli nazionali e per alcuni voli regionali a corto raggio. La guerra dei sei giorni interruppe le operazioni di S.A.A.L per diverse settimane nel 1967 e la compagnia aerea dovette sospendere i suoi voli per Gerusalemme. Al di là di queste conseguenze immediate, la sconfitta militare della Siria nel 1967 lasciò l'intero paese in uno stato di shock e ebbe un impatto decisivo sull'evoluzione del suo sistema politico per gli anni a venire. Tuttavia, le operazioni della S.A.A.L furono gradualmente ripristinate. La flotta era composta da due Super Caravelle e tre DC-6B.

### Syrian Air: 1970-1981

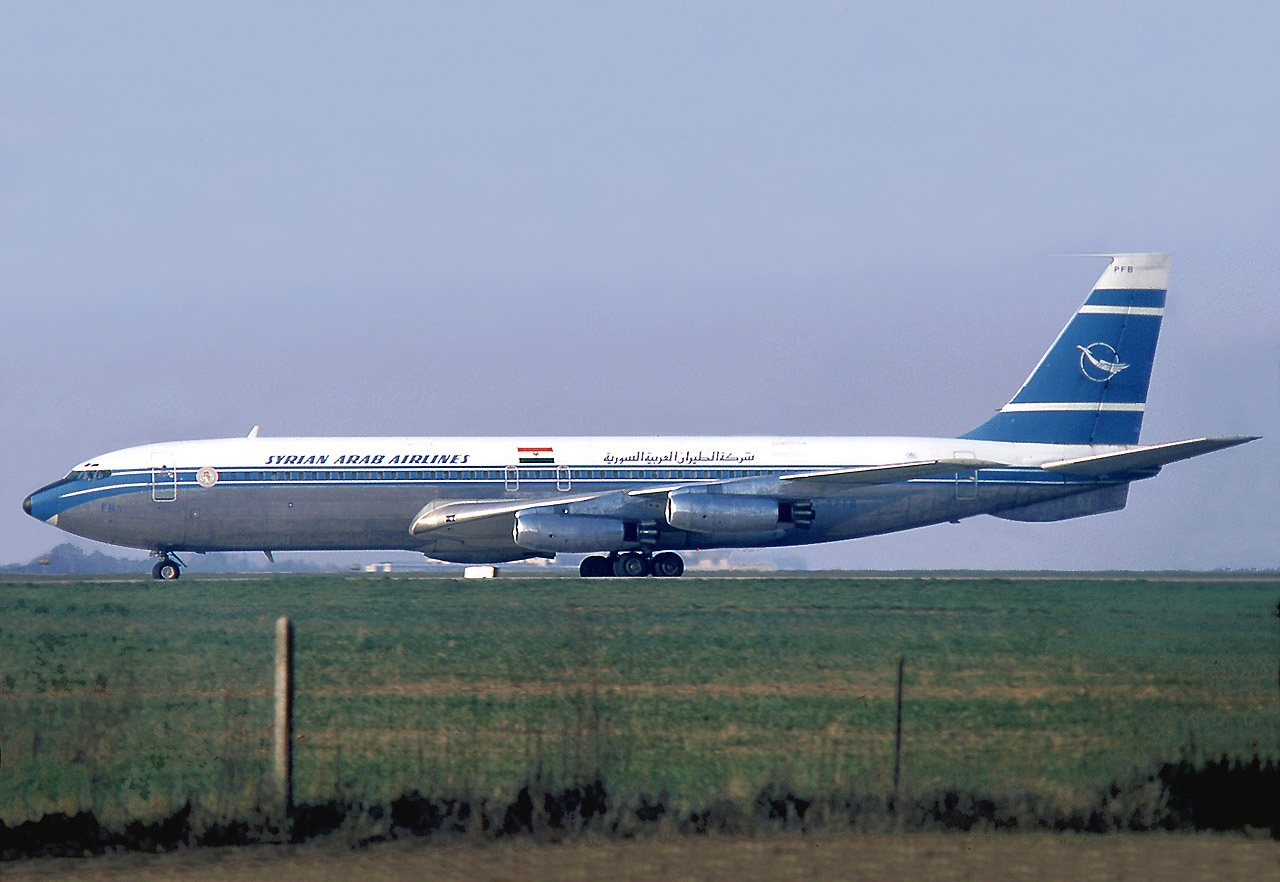
Un Boeing 707 a Parigi nel 1975.

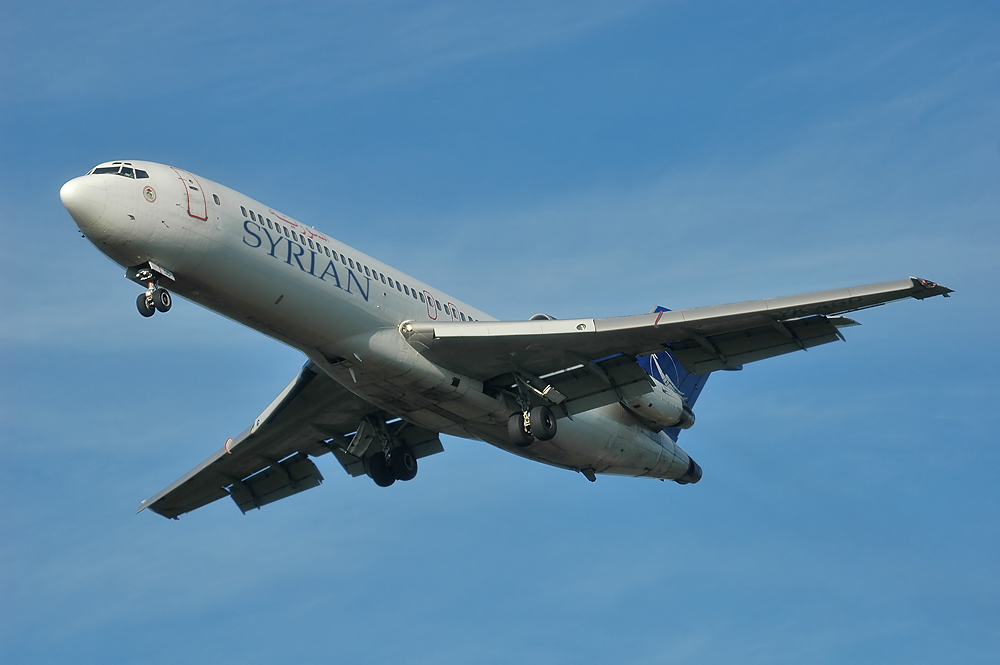
Un Boeing 727-200.

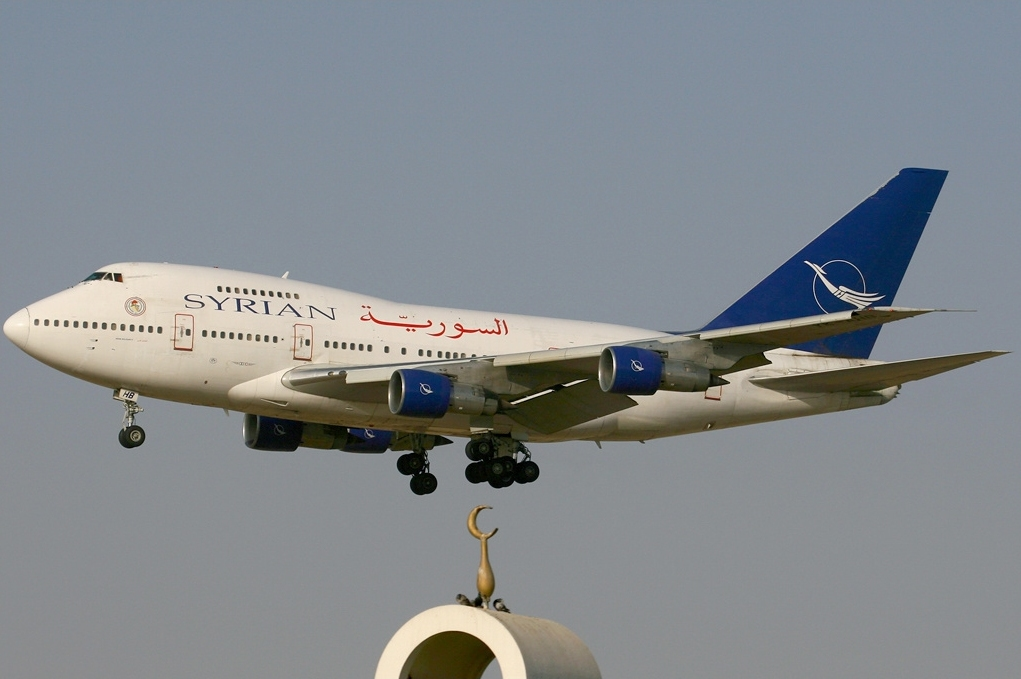
Un Boeing 747SP.

Con l'inizio degli anni settanta, SAAL continuò il suo costante sviluppo, introducendo voli per Mosca nel 1970 e acquistando altri due Super Caravelle da Sterling Airways nel giugno 1971. I voli furono interrotti per diverse settimane durante la guerra dello Yom-Kippur del 1973, in seguito alla quale la sovranità siriana fu ripristinata in alcune parti delle alture del Golan. Ciononostante, in Siria si profilava un clima di fiducia, pragmatismo e stabilità politica, dopo decenni di politica instabile e colpi di stato. Vennero lanciati ambiziosi programmi di sviluppo in tutto il paese. La Syrian Arab Airlines era tra le priorità del governo quando fu lanciato un nuovo programma di modernizzazione ed espansione. Un nuovo aeroporto, il Damascus International Airport, venne costruito a 25 km a sud-est della capitale e venne aperto al traffico nel 1973 per diventare il moderno hub di S.A.A.L, in sostituzione della vecchia struttura ereditata dal mandato francese.
Una nuova livrea venne introdotta nel 1973, con il nuovo logo della compagnia aerea, un uccello mitico che si erge su un disco blu mediterraneo. Legami economici e politici più stretti con i paesi del patto di Varsavia portarono alla progressiva creazione di una rete globale nell'Europa orientale, con l'aggiunta di Bucarest, Praga e Berlino-Schoenefeld. Altri voli per il Nord Africa furono aggiunti nel 1974 con l'introduzione di Tripoli, Tunisi, Algeri e Casablanca. Anche Sana'a venne aggiunta alla rete nel 1974. Parallelamente, S.A.A.L. stava gestendo un numero crescente di aerei di costruzione sovietica per il governo siriano e l'aeronautica militare siriana. Quella flotta fu gradualmente ampliata fino a includere due Antonov An-24, sei Antonov An-26, sei Yakovlev Yak-40 e quattro Ilyushin Il-76 cargo (2 Il-76T, 2 Il-76M), oltre a due Dassault Mystere e un Dassault Falcon 900. Questi velivoli non venivano utilizzati dalla compagnia aerea per servizi di linea ad eccezione di alcuni Yak-40 che avevano sostituito i Douglas DC-6B e i Caravelle sulle rotte nazionali all'inizio degli anni ottanta. Nel 1974 due Boeing 707 furono noleggiati dalla British Airtours per completare la flotta Caravelle. Quell'anno, la compagnia aerea trasportò 279.866 passeggeri.
Un programma di rinnovo della flotta venne avviato nel 1975 quando S.A.A.L. ordinò tre Boeing 727-200 nuovi di zecca e due Boeing 747SP. In attesa della consegna dei suoi nuovi aerei, la compagnia aerea noleggiò i Boeing 707. In tutto, due Boeing 707-420 e sei Boeing 707-320 furononoleggiati (rispettivamente da British Airtours e British Midland Airways) in vari periodi tra il 1974 e il 1976 e furono utilizzati per rafforzare le frequenze e aggiungere nuove destinazioni alla rete.
L'acronimo "SyrianAir" venne ufficialmente adottato l'11 novembre 1975, in previsione della consegna della nuova flotta di Boeing e per generare un'immagine più moderna e internazionale. Tuttavia, il titolo ufficiale e legale di SyrianAir continua ad essere "Syrian Arab Airlines" fino ad oggi. I Boeing 727 integrarono i Caravelle in tutta la rete, mentre i Boeing 747SP venivano utilizzati su rotte internazionali ad alto carico (Monaco, Parigi, Londra, regione del Golfo Persico, Karachi e Delhi). La domanda era particolarmente elevata su queste rotte nel 1976, soprattutto a seguito delle ripetute chiusure dell'aeroporto internazionale di Beirut e del crescente numero di passeggeri che utilizzavano l'aeroporto internazionale di Damasco per viaggiare da e verso il vicino Libano colpito dalla guerra. Un record di 480.000 passeggeri furono trasportati dalla compagnia aerea nel 1976. I due jumbo jet furono ordinati nel 1976 con l'intenzione di operare servizi transatlantici per New York. SyrianAir e Alia-the Royal Jordanian Airlines avrebbero unito le forze per lanciare la prima rotta transatlantica mai operata da una compagnia aerea arabo-mediorientale. L'accordo non si realizzò mai realmente e Alia lanciò in modo indipendente i propri voli Amman-New York nel 1977. SyrianAir iniziò le operazioni con il Boeing 747SP il 1º giugno 1976, utilizzando il jumbo jet sulla tratta Damasco-Monaco-Londra. Nel 1980 SyrianAir vendette due dei suoi vecchi Caravelle mentre si pianificava l'acquisizione di nuovi aeromobili. Nel 1981 la compagnia aerea trasportò 510.000 passeggeri, ma questi numeri scesero a 462.000 nel 1982 in seguito ai disordini causati dall'invasione israeliana del vicino Libano.
Durante gli anni settanta, SyrianAir riuscì ad acquisire una flotta moderna, rinnovare la propria immagine e gestire una redditizia rete di passeggeri in tre continenti soddisfacendo ampiamente le esigenze del mercato siriano. Le sue tariffe erano accessibili e attiravano viaggiatori economici che volavano tra l'Europa e l'Asia meridionale. Il clima di stabilità e prosperità economica in Siria ebbe un'influenza determinante sui risultati positivi della compagnia aerea. Gli anni Ottanta portarono nuove sfide sia alla Siria che alla sua compagnia aerea.

### Rinnovamento: 1981-1993

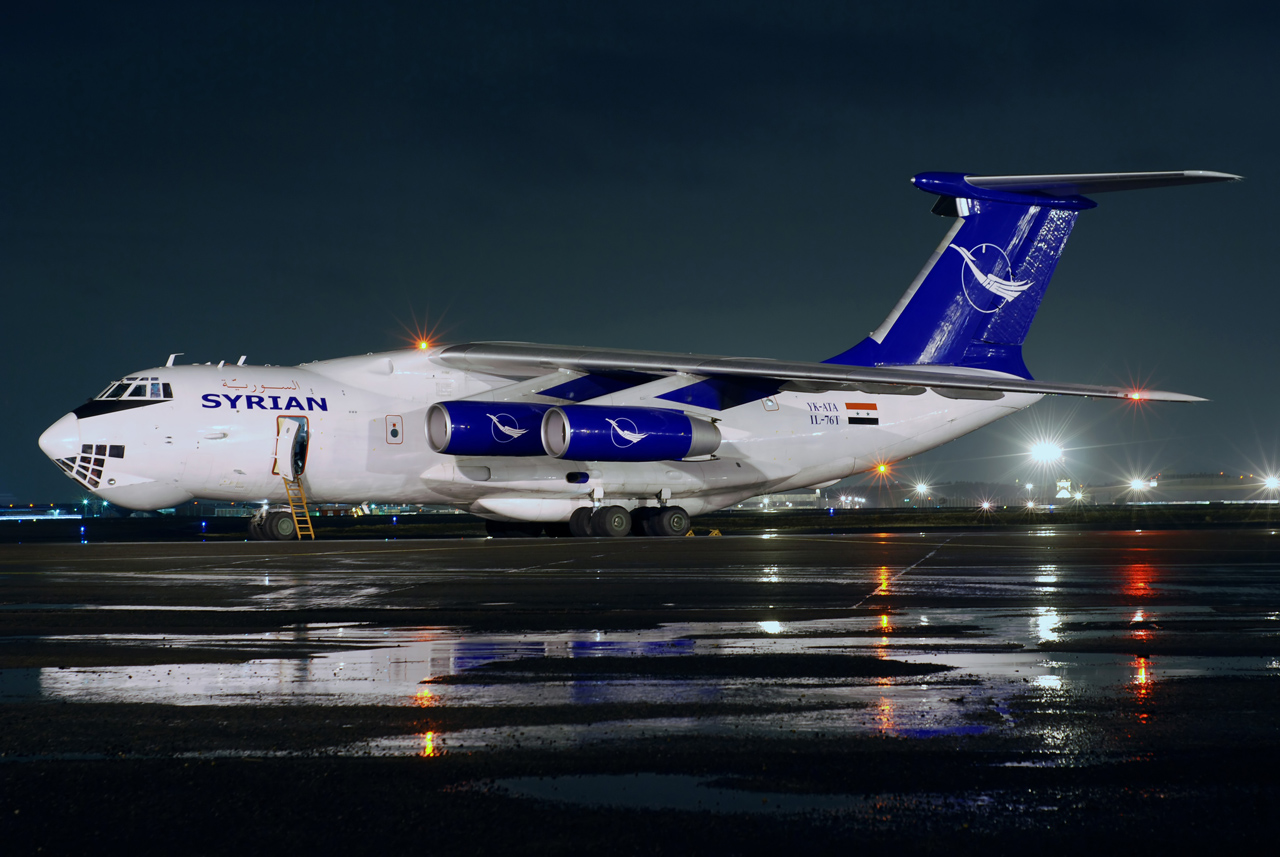
Un Ilyushin Il-76.

SyrianAir accolse gli anni ottanta con una flotta attiva di tre Boeing 727, due Boeing 747SP e due vecchi Super Caravelle. Gli Yakovlev Yak 40 dedicati alle rotte interne volavano per lo più per conto dell'aeronautica militare siriana. Sebbene fosse evidente la necessità di rinnovare la flotta e di aumentare la capacità della compagnia aerea, le crescenti tensioni tra la Siria e l'Occidente ostacolarono i piani di modernizzazione. C'era una spaccatura crescente tra l'amministrazione statunitense e la Siria; entrambe le parti si trovavano spesso in disaccordo su una varietà di questioni regionali, dalla rivoluzione iraniana alla causa palestinese, al conflitto furioso in Libano. Queste tensioni alla fine portarono a sanzioni economiche votate dal Congresso degli Stati Uniti, che accusava la Siria di ospitare e abbracciare movimenti di opposizione illegali. Le sanzioni, entrate in vigore all'inizio degli anni ottanta, oltre a danneggiare l'economia siriana in generale, impedirono a SyrianAir di acquistare nuovi aerei occidentali. Questo clima di difficile economia si tradusse anche in un servizio di bordo relativamente austero e nella persistenza di noiose rotte a più tratte, mentre le compagnie aeree concorrenti offrivano voli frequenti senza scalo. SyrianAir alla fine dovette ricorrere ad aerei di costruzione sovietica per espandere la sua flotta. I Tupolev Tu-134 furono introdotti nel 1983. In tutto, sei Tu-134 furono acquistati da SyrianAir, compresi due dedicati alle missioni governative. I Tu-134 venivano utilizzati insieme ai Caravelle su voli regionali e di medio raggio a basso rendimento e su alcune rotte nazionali, mentre la maggior parte dei voli nazionali continuava a essere operata utilizzando gli Yakovlev Yak-40. Tre Tupolev Tu-154M furono acquisiti da SyrianAir tra il 1985 e il 1986, fornendo una spinta necessaria alle operazioni del Boeing 727 in Europa e nella regione del Golfo Persico. Nella stessa difficile estate del 1985, i voli per Beirut furono ripresi con i Super Caravelle. Nel 1986 SyrianAir sospese i voli verso una delle sue destinazioni più antiche e importanti, Londra, a causa di una crisi diplomatica tra il Regno Unito e la Siria a seguito dell'affare Hindawi. Il numero di passeggeri trasportati da SyrianAir scese a 353.355 nel 1988, il più basso dalla metà degli anni Settanta, costringendo la compagnia aerea a ulteriori riforme. La forza lavoro venne ridotta dell'1,5% a 3.526 nel 1989, il numero di passeggeri trasportati quell'anno aumentò a 509.659. La forza lavoro ri-aumentò a 3.615 nel 1990 e il numero di passeggeri a 655.644, un record nonostante la guerra in Kuwait, e la compagnia aerea fu in grado di finire l'anno senza perdite.
Mentre le sanzioni e la dura economia la tenevano in ritardo rispetto ai suoi concorrenti, e mentre la fine dell'Unione Sovietica metteva in dubbio il futuro della sua flotta di Tupolev, le fortune di SyrianAir cambiarono dopo la seconda guerra del Golfo nel 1990. Poiché la Siria sosteneva la coalizione guidata dagli Stati Uniti contro l'invasione irachena del Kuwait, riguadagnò parte della sua simpatia perduta da tempo nei cuori occidentali. I voli per Londra ripresero nel 1991 e il numero di passeggeri continuò ad aumentare fino a 700.819. Le sanzioni statunitensi di lunga data vennero allentate nel 1993, consentendo l'acquisizione di moderne attrezzature occidentali.

### Modernizzazione: 1994-presente

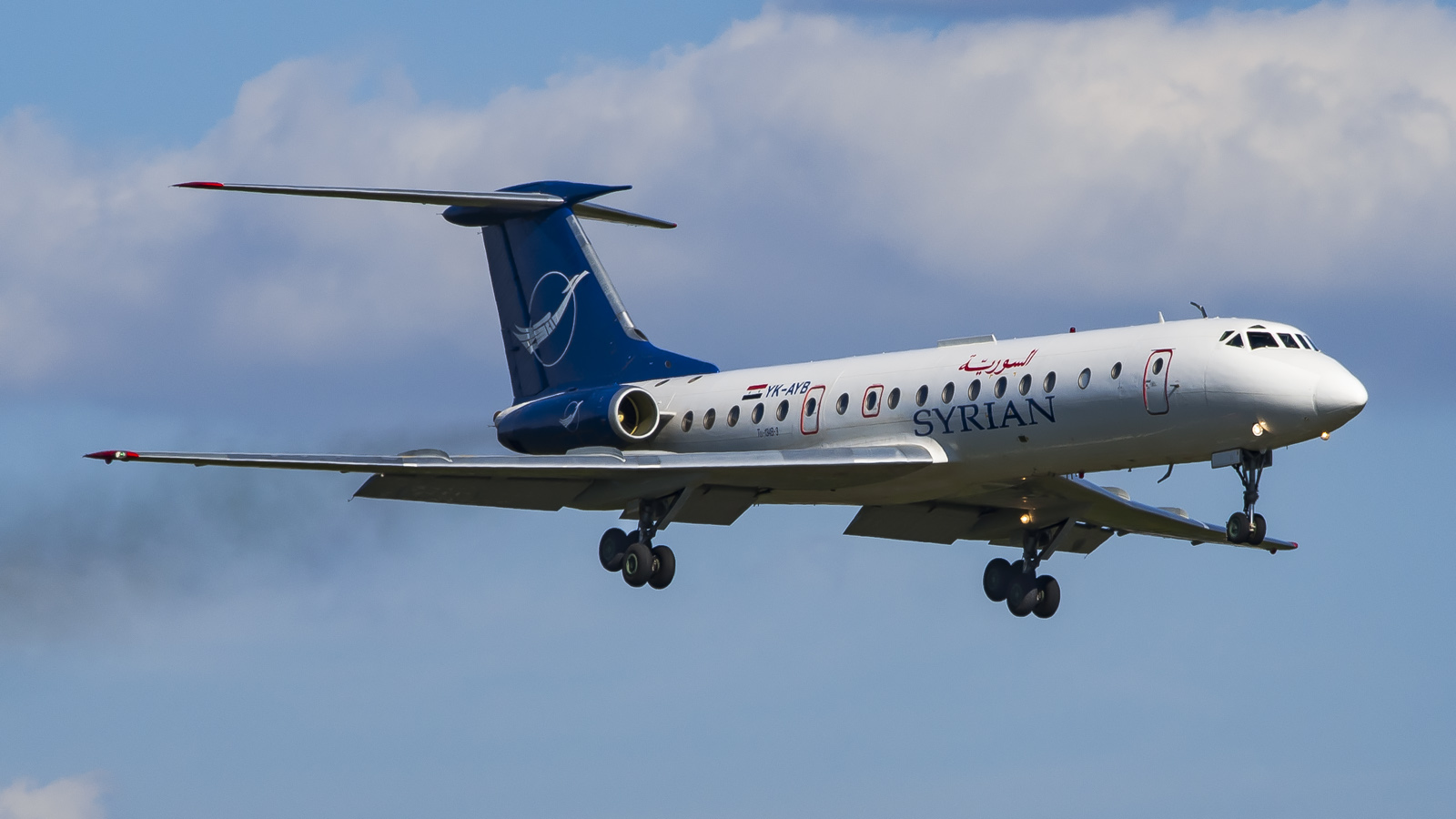
Un Tupolev Tu-134 del governo nel 2017.

Nel 1994 il Kuwait donò alla Siria tre Boeing 727-200 che permisero a SyrianAir di eliminare definitivamente i due Caravelle nel dicembre dell'anno successivo. Nel 1995 la compagnia aerea riportò un record di 71 milioni di dollari di utile operativo. Le operazioni dei Tupolev vennero gradualmente ridimensionate, mentre furono lanciate nuove destinazioni (Madrid e Stoccolma). Nel 1997 la compagnia aerea adottò misure drastiche per ridurre la sua forza lavoro a 2.331 unità, poiché i profitti operativi erano scesi a 44 milioni di dollari durante l'anno precedente. Nel 1998 il Tupolev Tu-134 era limitato ai settori Budapest, Beirut, Kuwait, Deirezzor e Kamishly mentre i Tu-154 volavano ancora a Bucarest, Mosca, Istanbul, Il Cairo e Aleppo. Nell'ottobre 1998 SyrianAir ricevette il suo primo Airbus A320-200, YK-AKA, e una nuova livrea venne svelata per l'occasione. Sei Airbus A320 vennero consegnati a SyrianAir in totale, consentendo il ritiro dei Tupolev entro il 2000. I Tupolev (ad eccezione dell'YK-AYE, un Tu-134 mantenuto per uso governativo) e i Caravelle vennero immagazzinati dalla compagnia aerea all'aeroporto Internazionale di Damasco.
Nel 2000 SyrianAir operava una flotta di 14 aeromobili: sei Airbus A320, sei Boeing 727 e due Boeing 747SP, mentre continuò a utilizzare gli Yakovlev Yak-40 dell'aeronautica siriana per le rotte interne verso Kamishly e Deirezzor. Furono inaugurati i voli per Vienna, mentre la ripresa dei voli per Amman e Baghdad durante quell'anno si rivelò solo temporanea. Secondo il sito web della DGCA siriana, la compagnia aerea trasportò 764.000 passeggeri quell'anno. Nel 2003 la compagnia aerea registrò un utile netto di 9 milioni di dollari grazie alla sua flotta più economica e trasportò 907.850 passeggeri. Le rotte non redditizie vennero abbandonate o ridimensionate per le operazioni stagionali. Pertanto, i voli per Teheran, Bahrain, Doha e Muscat vennero operati solo durante la stagione estiva. Si cercarono nuovi mercati con l'aggiunta di Milano, Barcellona, Manchester, Copenaghen e Bengasi nel 2004.
La maggior parte dei voli di SyrianAir sono voli a più tratte. Questa struttura di rotte è in netto contrasto con le pratiche attuali delle moderne compagnie aeree, che tendono a concentrarsi su voli diretti ad alto rendimento e ad alta frequenza che si evolvono attorno a un hub strategico. La compagnia aerea, che stava appena completando la modernizzazione della sua flotta, ha dovuto anche mettersi al passo con i moderni metodi di marketing, rinnovare il suo servizio a bordo e diventare più consapevole dei profitti. Nel 2004, e nonostante una difficile situazione regionale e le sanzioni statunitensi, la compagnia aerea ha migliorato le sue prestazioni, trasportando 1,07 milioni di passeggeri. Tuttavia, il numero di passeggeri è sceso a meno di 740.000 entro il 2009. È stato pianificato il rinnovo della flotta con la possibile acquisizione di diversi nuovi Airbus in sostituzione dei vecchi Boeing 727 e 747. Questi piani sono stati ostacolati dal rafforzamento di un embargo guidato dagli Stati Uniti contro la Siria e il rinnovo della flotta utilizzando attrezzature russe è stato riconsiderato. Entro il 2012, Syrian Air ha ritirato tutti i suoi vecchi Boeing 747, 727 e Tupolev, lasciando SyrianAir con solo 8 aeromobili nella sua flotta: 2 ATR e 6 Airbus A320.
Il 9 gennaio 2020, il presidente siriano Bashar Al-Assad ha emesso un decreto legislativo per cambiare il nome da Syrian Arab Airlines a Syrian Airlines.

### Sanzioni europee e statunitensi
Il 23 luglio 2012, mentre la guerra civile siriana continuava, l'Unione europea ha imposto una nuova ondata di sanzioni alla Siria, che includeva sanzioni contro SyrianAir. La compagnia aerea non può effettuare voli verso l'UE o acquistare nuovi aeromobili che contengono parti europee. Di conseguenza, Syrian Air è stata costretta a sospendere tutte le sue operazioni verso i paesi dell'Unione Europea. La compagnia sta discutendo una causa contro i paesi dell'Unione Europea poiché Syrian Airlines "non ha violato alcuna legge né ha messo a repentaglio la sicurezza". Tuttavia, i ministri dell'UE hanno giustificato le sanzioni contro la compagnia aerea perché la compagnia "fornisce supporto finanziario e logistico al governo siriano".
Il 10 ottobre 2012, un volo della Syrian Air nello spazio aereo turco è stato affiancato da due jet da combattimento ed è stato costretto ad atterrare nel Paese. Si credeva che l'aereo stesse trasportando una spedizione russa all'esercito siriano. L'allora ministro degli Esteri turco Ahmet Davutoğlu ha affermato che la Turchia "aveva ricevuto informazioni che questo aereo trasportava merci di una natura che non poteva essere conforme alle regole dell'aviazione civile". L'agenzia di stampa russa Interfax ha citato una fonte anonima di un'agenzia di esportazione di armi russa che ha affermato che non c'erano armi o equipaggiamento militare a bordo dell'aereo.

## Flotta

### Flotta attuale

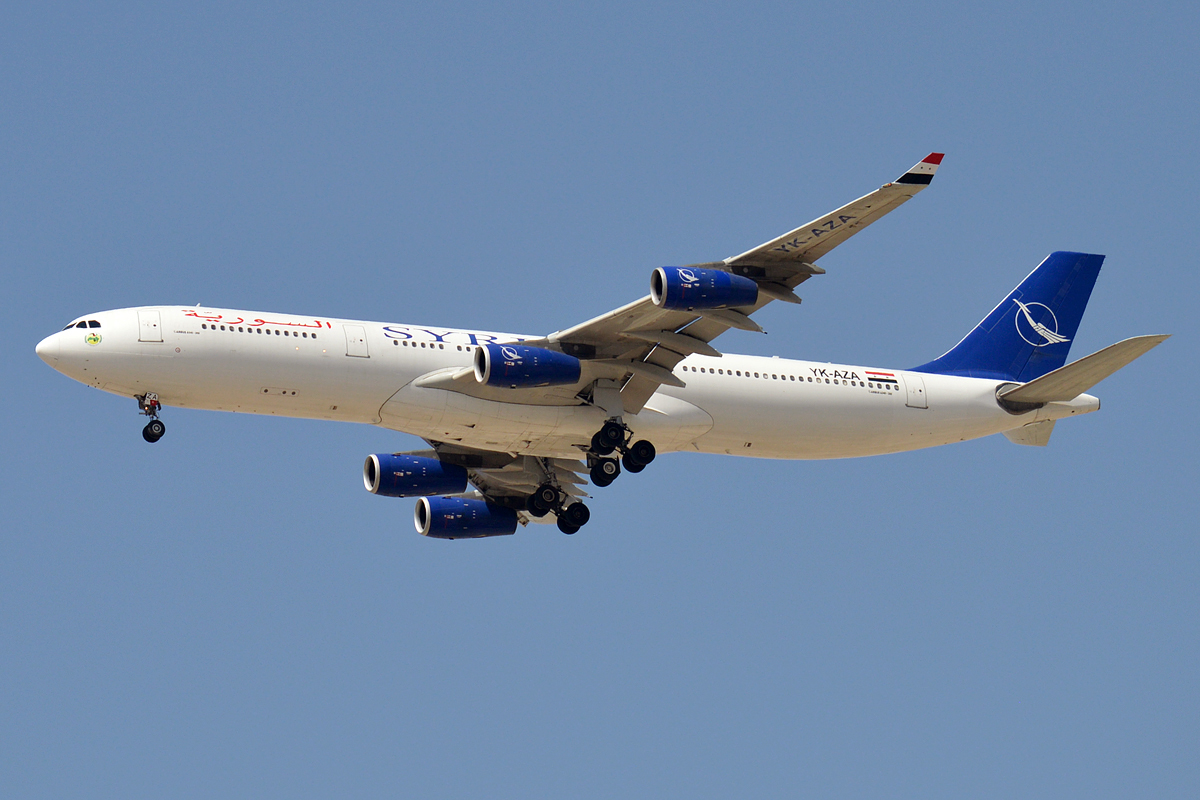
Un Airbus A340-300 nel 2019.

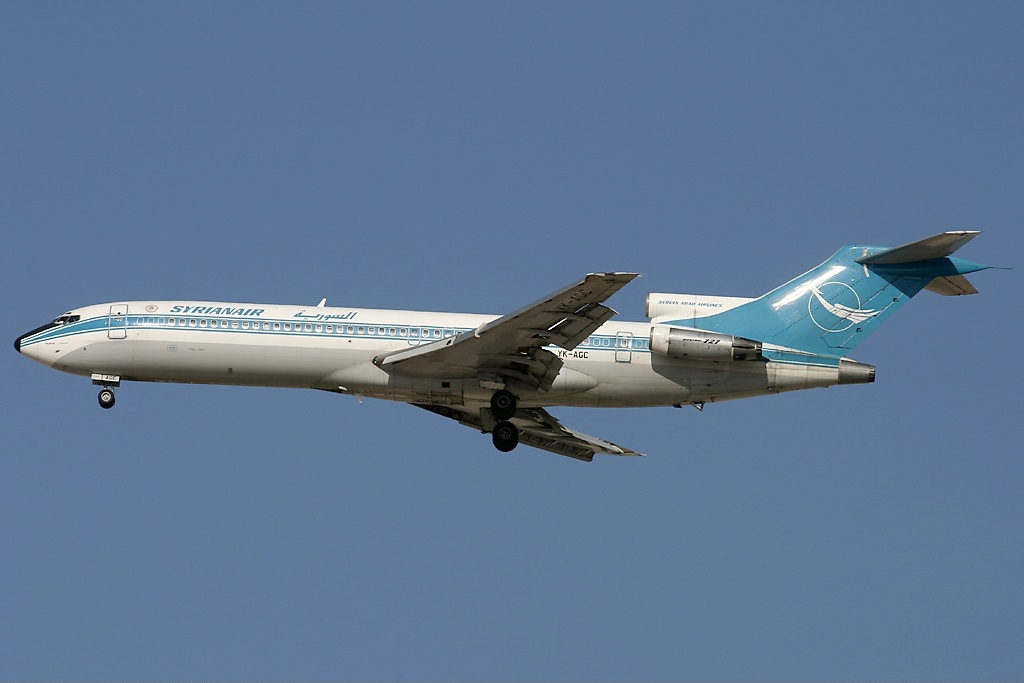
Un Boeing 727-200 nel 2005.

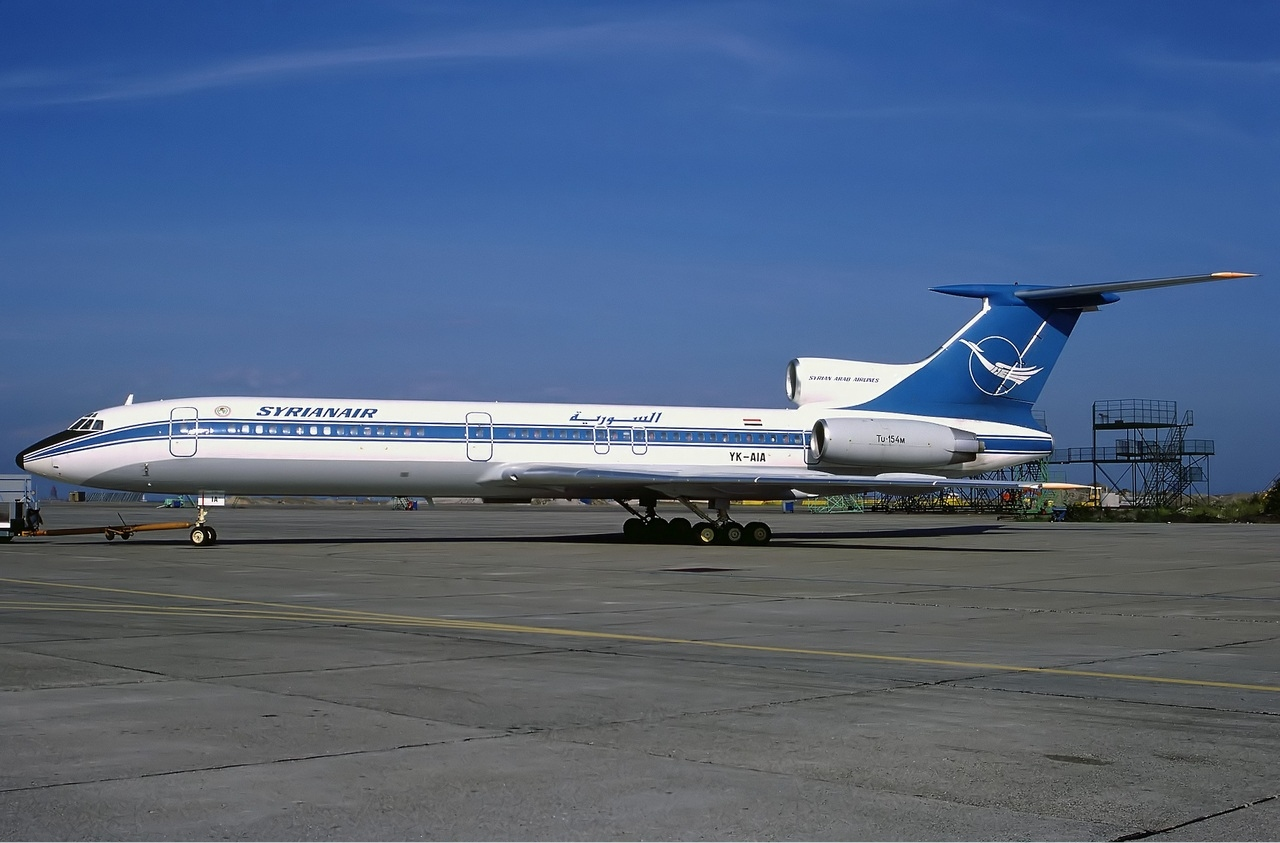
Un Tupolev Tu-154 nel 1984.

A maggio 2025 la flotta di Syrianair è composta dai seguenti aeromobili:

### Flotta storica
Syrianair operava in precedenza con i seguenti aeromobili:
- Antonov An-24
- Antonov An-26
- Boeing 707-320
- Boeing 707-400
- Boeing 727-200
- Boeing 747SP
- Douglas DC-3
- Douglas DC-4
- Douglas DC-6
- Douglas DC-6B
- Sud Aviation Caravelle
- Tupolev Tu-154
- Yakovlev Yak-40

## Incidenti
- Il 7 aprile 1963 un Douglas DC-6, YK-AEB, si schiantò durante il decollo dall'aeroporto di Hamah. Un passeggero su 26 morì quando l'aereo esplose in fiamme, i restanti 25 passeggeri e 4 membri dell'equipaggio sopravvissero.[9]
- Il 2 ottobre 1964 un Douglas C-54 Skymaster, YK-ADA, incontrò difficoltà a fermarsi entro la distanza rimanente della pista all'aeroporto internazionale di Damasco, ne uscì e perse il carrello anteriore prima di fermarsi. Non ci furono feriti ma l'aereo venne danneggiato irreparabilmente.[10]
- Il 6 febbraio 1967 un Douglas C-47 Skytrain (DC-3), YK-ACB, colpì un edificio a poche centinaia di metri dalla pista mentre si avvicinava all'aeroporto di Aleppo-Nejrab dopo aver incontrato condizioni meteorologiche avverse in condizioni di scarsa visibilità. 8 occupanti rimasero uccisi e 11 feriti. L'equipaggio era sceso sotto il sentiero di discesa.[11]
- Il 20 settembre 2012 il volo Syrian Air RB 501 da Damasco a Latakia, operato da un Airbus A320-200, si scontrò a mezz'aria con un elicottero militare durante la salita. L'aereo di linea tornò a Damasco per un atterraggio di emergenza. Circa metà dello stabilizzatore verticale dell'A320 si era staccata nella collisione. L'elicottero si schiantò uccidendo tutti e tre i membri dell'equipaggio.[12]